# Vassil Dounine-Borkovski
Vassil Dounine-Borkovski, (1641-1702), (en ukrainien : Василь Дунін-Борковський) est un dignitaire cosaque, hetman des cosaques d'Ukraine, militaire de la république des Deux Nations.
Il fut capitaine de Wiebel en 1668, colonel de Tchernihiv entre 1672 et 1685 et général du convoi dans l'hetmanat. Il fut hetman par intérim en 1687 pendant une semaine et s'opposait ensuite aux hetmans Demian Mnohohrichny et Ivan Samoïlovytch.
Il fut un mécène de la région de Tchernihiv, en particulier le monastère de l'Assomption d'Eletski où se trouve sa sépulture et l'église Sainte-Parascève de Torg.